# 549996 Dmitriiguliutin
549996 Dmitriiguliutin è un asteroide della fascia principale. Scoperto nel 2011, presenta un'orbita caratterizzata da un semiasse maggiore pari a 1,9573705 au e da un'eccentricità di 0,0758900, inclinata di 21,75107° rispetto all'eclittica.
L'asteroide è dedicato all'astronomo russo Dmitrii Guliutin.